# Корнвеллс-Гайтс (Пенсільванія)
Корнвеллс-Гайтс (англ. Cornwells Heights) — переписна місцевість (CDP) в США, в окрузі Бакс штату Пенсільванія. Населення — 1251 особа (2020).

## Географія
Корнвеллс-Гайтс розташований за координатами 40°4′37″ пн. ш. 74°57′6″ зх. д. / 40.07694° пн. ш. 74.95167° зх. д. (40.077065, -74.951648).  За даними Бюро перепису населення США в 2010 році переписна місцевість мала площу 1,23 км², уся площа — суходіл.

## Демографія
Згідно з переписом 2010 року, у переписній місцевості мешкала 1391 особа в 496 домогосподарствах у складі 336 родин. Густота населення становила 1130 осіб/км².  Було 527 помешкань (428/км²).
Расовий склад населення:
| - 92,8 % — білих - 2,2 % — чорних або афроамериканців - 1,2 % — азіатів - 0,1 % — корінних американців - 1,4 % — осіб інших рас |

До двох чи більше рас належало 2,2 %. Частка іспаномовних становила 5,2 % від усіх жителів.
За віковим діапазоном населення розподілялося таким чином: 20,2 % — особи молодші 18 років, 60,3 % — особи у віці 18—64 років, 19,5 % — особи у віці 65 років та старші. Медіана віку мешканця становила 44,3 року. На 100 осіб жіночої статі у переписній місцевості припадало 87,5 чоловіків;  на 100 жінок у віці від 18 років та старших — 84,4 чоловіків також старших 18 років.
Середній дохід на одне домашнє господарство  становив 74 233 долари США (медіана — 60 577), а середній дохід на одну сім'ю — 88 415 доларів (медіана — 77 273). Медіана доходів становила 54 063 долари для чоловіків та 39 167 доларів для жінок. За межею бідності перебувало 4,6 % осіб, у тому числі 4,4 % дітей у віці до 18 років та 5,6 % осіб у віці 65 років та старших.
Цивільне працевлаштоване населення становило 862 особи. Основні галузі зайнятості: освіта, охорона здоров'я та соціальна допомога — 26,9 %, роздрібна торгівля — 14,6 %, виробництво — 13,5 %.